# Cristian Rodríguez
Cristian Gabriel Rodríguez Barotti (Juan Lacaze, 30 settembre 1985) è un ex calciatore uruguaiano con cittadinanza italiana, di ruolo centrocampista.
È soprannominato El Cebolla. È un esterno sinistro di centrocampo molto bravo nel dribbling e dall'ottima qualità tecnica.
Avendo lontane origini piemontesi, di Lusernetta, ha acquisito la cittadinanza italiana.

## Carriera

### Club
Ha giocato in patria per il Peñarol dal 2002 al 2005, anno in cui il Paris Saint-Germain lo ha prelevato tenendolo in organico fino al 2007. Nel 2007 passa in prestito al Benfica, squadra portoghese, mentre nel giugno 2008 lascia il club francese e firma un contratto per il Porto.
Il 28 maggio 2012 ha siglato un accordo valido per quattro anni con l'Atletico Madrid, dove è stato impegnato soprattutto a partita in corso.
Il 20 gennaio 2015 viene ceduto in prestito al Parma, con cui però disputa soltanto cinque incontri di campionato, senza mai andare a segno. L'8 marzo, nel pareggio per 0-0 contro l'Atalanta, viene espulso e successivamente squalificato per quattro partite.
Il giorno dopo, in seguito al fallimento del Parma, rescinde il suo contratto con il club emiliano e si trasferisce, sempre con la formula del prestito, alla squadra brasiliana del Gremio. Il 9 maggio rescinde il suo contratto con il Grêmio, senza aver giocato neanche una partita a causa di un infortunio, facendo così ritorno all'Atlético Madrid.
Il 25 luglio 2015 firma un contratto biennale con l'Independiente. Con il club argentino, disputerà 24 partite in campionato segnando solamente un gol, mentre nei play-off, segnerà 2 volte in 2 presenze

#### Peñarol
Il 1⁰ febbraio 2017, tornerà in Uruguay, al Peñarol, dopo 12 anni dall'ultima volta con un contratto quinquennale. Durante la sua permanenza, diventerà uno degli attaccanti più prolifici della storia del club, segnando 32 reti in 87 partite di campionato.

#### Plaza Colonia e ritiro
Il 16 aprile 2021, dopo un'esperienza stellare con il Peñarol, firmerà a titolo gratuito per il Plaza Colonia, rimanendo comunque in Uruguay. In due anni e mezzo con il club, giocherà solamente 30 partite con un bottino magro di sole 4 reti, comprendendo il suo stato di forma che continuava a calare.
Il 17 gennaio 2023, annuncerà ufficialmente il ritiro dal calcio giocato, all'età di 37 anni.

### Nazionale
Ha partecipato con la Nazionale uruguaiana alla Copa América 2004 e alla Copa América 2007. Dopo un episodio che l'ha visto coinvolto nel match di qualificazione ai Mondiali 2010 contro l'Argentina nel quale venne squalificato per quattro giornate dopo un gesto violento al difensore Gabriel Heinze, rimase poi escluso dalle convocazioni per il mondiale Mondiale sudafricano del 2010. Ha vinto con l'Uruguay la Copa América 2011.
Viene convocato per la Copa América Centenario negli Stati Uniti, ma è costretto a rinunciare alla competizione a causa di un infortunio, venendo rimpiazzato da Diego Laxalt.
Viene convocato per il Mondiale di Russia 2018.

## Statistiche

### Presenze e reti nei club
Statistiche aggiornate all'8 marzo 2015.
| Stagione               | Squadra                | Campionato             | Campionato | Campionato | Coppe nazionali | Coppe nazionali | Coppe nazionali | Coppe continentali | Coppe continentali | Coppe continentali | Altre coppe | Altre coppe | Altre coppe | Totale | Totale |
| Stagione               | Squadra                | Comp                   | Pres       | Reti       | Comp            | Pres            | Reti            | Comp               | Pres               | Reti               | Comp        | Pres        | Reti        | Pres   | Reti   |
| ---------------------- | ---------------------- | ---------------------- | ---------- | ---------- | --------------- | --------------- | --------------- | ------------------ | ------------------ | ------------------ | ----------- | ----------- | ----------- | ------ | ------ |
| 2007-2008              | Benfica                | PL                     | 25         | 6          | CP+CdL          | 2+2             | 1+0             | UCL+CU             | 5+3                | 0                  | -           | -           | -           | 37     | 7      |
| 2008-2009              | Porto                  | PL                     | 29         | 6          | CP+CdL          | 2+2             | 0               | UCL                | 10                 | 1                  | SP          | 1           | 0           | 44     | 7      |
| 2009-2010              | Porto                  | PL                     | 18         | 4          | CP+CdL          | 4+2             | 1+0             | UCL                | 6                  | 0                  | SP          | 0           | 0           | 30     | 5      |
| 2010-2011              | Porto                  | PL                     | 13         | 1          | CP+CdL          | 2+1             | 0               | UEL                | 11                 | 1                  | SP          | 1           | 0           | 28     | 2      |
| 2011-2012              | Porto                  | PL                     | 10         | 1          | CP+CdL          | 1+3             | 0+1             | UCL+UEL            | 1+1                | 0                  | SP+SU       | 0+1         | 0           | 17     | 2      |
| Totale Porto           | Totale Porto           | Totale Porto           | 70         | 12         |                 | 17              | 2               |                    | 29                 | 2                  |             | 3           | 0           | 119    | 16     |
| 2012-2013              | Atlético Madrid        | PD                     | 33         | 1          | CR              | 7               | 0               | UEL                | 6                  | 2                  | SU          | 1           | 0           | 47     | 3      |
| 2013-2014              | Atlético Madrid        | PD                     | 20         | 1          | CR              | 7               | 0               | UCL                | 10                 | 0                  | SS          | 2           | 0           | 39     | 1      |
| 2014-gen. 2015         | Atlético Madrid        | PD                     | 6          | 0          | CR              | 2               | 1               | UCL                | 2                  | 0                  | SS          | 1           | 0           | 11     | 1      |
| Totale Atlético Madrid | Totale Atlético Madrid | Totale Atlético Madrid | 59         | 2          |                 | 16              | 1               |                    | 18                 | 2                  |             | 4           | 0           | 97     | 5      |
| gen.-mar. 2015         | Parma                  | A                      | 5          | 0          | CI              | 1               | 0               | -                  | -                  | -                  | -           | -           | -           | 6      | 0      |
| lug.-dic. 2015         | Independiente          | PD                     | 6+2        | 1+2        | -               | -               | -               | CS                 | 5                  | 0                  | -           | -           | -           | 13     | 3      |
| 2016                   | Independiente          | PD                     | 9          | 0          | -               | -               | -               | CS                 | 3                  | 0                  | -           | -           | -           | 12     | 0      |
| dic. 2016-gen. 2017    | Independiente          | PD                     | 9          | 0          | -               | -               | -               | -                  | -                  | -                  | -           | -           | -           | 9      | 0      |
| Totale Independiente   | Totale Independiente   | Totale Independiente   | 26         | 3          |                 | -               | -               |                    | 8                  | 0                  |             | -           | -           | 34     | 3      |
| 2017                   | Peñarol                | PD                     | 18         | 16         | -               | -               | -               | -                  | -                  | -                  | -           | -           | -           | 18     | 16     |
| 2018                   | Peñarol                | PD                     | 20         | 10         | -               | -               | -               | CS                 | 2                  | 1                  | SU          | 1           | 1           | 23     | 12     |
| 2019                   | Peñarol                | PD                     | 23         | 5          | -               | -               | -               | CS                 | 3                  | 0                  | SU          | 1           | 1           | 27     | 6      |
| 2020                   | Peñarol                | PD                     | 26         | 1          | -               | -               | -               | CS                 | 2                  | 1                  | -           | -           | -           | 28     | 2      |
| Totale Penarol         | Totale Penarol         | Totale Penarol         | 87         | 32         |                 | -               | -               |                    | 7                  | 2                  |             | 2           | 2           | 96     | 36     |
| 2021                   | Plaza Colonia          | PD                     | 28         | 4          | -               | -               | -               | -                  | -                  | -                  | -           | -           | -           | 28     | 4      |
| 2022                   | Plaza Colonia          | PD                     | 2          | 0          | -               | -               | -               | CL                 | 1                  | 0                  | SU          | 1           | 0           | 4      | 0      |
| Totale carriera        | Totale carriera        | Totale carriera        | 302        | 59         |                 | 38              | 4               |                    | 71                 | 6                  |             | 10          | 2           | 421    | 71     |

### Cronologia presenze e reti in Nazionale
| Cronologia completa delle presenze e delle reti in nazionale ― Uruguay | Cronologia completa delle presenze e delle reti in nazionale ― Uruguay | Cronologia completa delle presenze e delle reti in nazionale ― Uruguay | Cronologia completa delle presenze e delle reti in nazionale ― Uruguay | Cronologia completa delle presenze e delle reti in nazionale ― Uruguay | Cronologia completa delle presenze e delle reti in nazionale ― Uruguay | Cronologia completa delle presenze e delle reti in nazionale ― Uruguay | Cronologia completa delle presenze e delle reti in nazionale ― Uruguay |
| Data                                                                   | Città                                                                  | In casa                                                                | Risultato                                                              | Ospiti                                                                 | Competizione                                                           | Reti                                                                   | Note                                                                   |
| ---------------------------------------------------------------------- | ---------------------------------------------------------------------- | ---------------------------------------------------------------------- | ---------------------------------------------------------------------- | ---------------------------------------------------------------------- | ---------------------------------------------------------------------- | ---------------------------------------------------------------------- | ---------------------------------------------------------------------- |
| 15-10-2003                                                             | Chicago                                                                | Uruguay                                                                | 2 – 0                                                                  | Messico                                                                | Amichevole                                                             | -                                                                      | 77’                                                                    |
| 7-7-2004                                                               | Chiclayo                                                               | Messico                                                                | 2 – 2                                                                  | Uruguay                                                                | Coppa America 2004 - 1º turno                                          | -                                                                      |                                                                        |
| 10-7-2004                                                              | Chiclayo                                                               | Uruguay                                                                | 2 – 1                                                                  | Ecuador                                                                | Coppa America 2004 - 1º turno                                          | -                                                                      | 55’                                                                    |
| 13-7-2004                                                              | Piura                                                                  | Argentina                                                              | 4 – 1                                                                  | Uruguay                                                                | Coppa America 2004 - 1º turno                                          | -                                                                      | 71’                                                                    |
| 18-7-2004                                                              | Tacna                                                                  | Paraguay                                                               | 1 – 3                                                                  | Uruguay                                                                | Coppa America 2004 - Quarti di finale                                  | -                                                                      | 85’                                                                    |
| 21-7-2004                                                              | Lima                                                                   | Brasile                                                                | 1 – 1 dts (5 – 3 dtr)                                                  | Uruguay                                                                | Coppa America 2004 - Semifinale                                        | -                                                                      | 69’                                                                    |
| 5-9-2004                                                               | Montevideo                                                             | Uruguay                                                                | 1 – 0                                                                  | Ecuador                                                                | Qual. Mondiali 2006                                                    | -                                                                      | 56’                                                                    |
| 9-10-2004                                                              | Buenos Aires                                                           | Argentina                                                              | 4 – 2                                                                  | Uruguay                                                                | Qual. Mondiali 2006                                                    | 1                                                                      |                                                                        |
| 2-6-2007                                                               | Sydney                                                                 | Australia                                                              | 1 – 2                                                                  | Uruguay                                                                | Amichevole                                                             | -                                                                      | 87’                                                                    |
| 26-6-2007                                                              | Mérida                                                                 | Uruguay                                                                | 0 – 3                                                                  | Perù                                                                   | Coppa America 2007 - 1º turno                                          | -                                                                      |                                                                        |
| 30-6-2007                                                              | San Cristóbal                                                          | Uruguay                                                                | 1 – 0                                                                  | Bolivia                                                                | Coppa America 2007 - 1º turno                                          | -                                                                      | 89’                                                                    |
| 3-7-2007                                                               | Mérida                                                                 | Venezuela                                                              | 0 – 0                                                                  | Uruguay                                                                | Coppa America 2007 - 1º turno                                          | -                                                                      | 89’                                                                    |
| 7-7-2007                                                               | San Cristóbal                                                          | Venezuela                                                              | 1 – 4                                                                  | Uruguay                                                                | Coppa America 2007 - Quarti di finale                                  | 1                                                                      |                                                                        |
| 10-7-2007                                                              | Maracaibo                                                              | Uruguay                                                                | 2 – 2 dts (4 – 5 dtr)                                                  | Brasile                                                                | Coppa America 2007 - Semifinale                                        | -                                                                      |                                                                        |
| 14-7-2007                                                              | Caracas                                                                | Uruguay                                                                | 1 – 3                                                                  | Messico                                                                | Coppa America 2007 - Finale 3º Posto                                   | -                                                                      | 4º posto                                                               |
| 12-9-2007                                                              | Johannesburg                                                           | Sudafrica                                                              | 0 – 0                                                                  | Uruguay                                                                | Amichevole                                                             | -                                                                      |                                                                        |
| 13-10-2007                                                             | Montevideo                                                             | Uruguay                                                                | 5 – 0                                                                  | Bolivia                                                                | Qual. Mondiali 2010                                                    | -                                                                      |                                                                        |
| 17-10-2007                                                             | Asunción                                                               | Paraguay                                                               | 1 – 0                                                                  | Uruguay                                                                | Qual. Mondiali 2010                                                    | -                                                                      | 79’                                                                    |
| 18-11-2007                                                             | Montevideo                                                             | Uruguay                                                                | 2 – 2                                                                  | Cile                                                                   | Qual. Mondiali 2010                                                    | -                                                                      | 11’                                                                    |
| 21-11-2007                                                             | San Paolo                                                              | Brasile                                                                | 2 – 1                                                                  | Uruguay                                                                | Qual. Mondiali 2010                                                    | -                                                                      | 87’                                                                    |
| 6-2-2008                                                               | Montevideo                                                             | Uruguay                                                                | 2 – 2                                                                  | Colombia                                                               | Amichevole                                                             | -                                                                      | 46’                                                                    |
| 25-5-2008                                                              | Bochum                                                                 | Turchia                                                                | 2 – 3                                                                  | Uruguay                                                                | Amichevole                                                             | 1                                                                      |                                                                        |
| 17-6-2008                                                              | Montevideo                                                             | Uruguay                                                                | 6 – 0                                                                  | Perù                                                                   | Qual. Mondiali 2010                                                    | -                                                                      |                                                                        |
| 20-8-2008                                                              | Sapporo                                                                | Giappone                                                               | 1 – 3                                                                  | Uruguay                                                                | Kirin Cup                                                              | -                                                                      | 60’                                                                    |
| 6-9-2008                                                               | Bogotà                                                                 | Colombia                                                               | 0 – 1                                                                  | Uruguay                                                                | Qual. Mondiali 2010                                                    | -                                                                      | 90’                                                                    |
| 10-9-2008                                                              | Montevideo                                                             | Uruguay                                                                | 0 – 0                                                                  | Ecuador                                                                | Qual. Mondiali 2010                                                    | -                                                                      |                                                                        |
| 11-10-2008                                                             | Buenos Aires                                                           | Argentina                                                              | 2 – 1                                                                  | Uruguay                                                                | Qual. Mondiali 2010                                                    | -                                                                      | 73’                                                                    |
| 14-10-2008                                                             | La Paz                                                                 | Bolivia                                                                | 2 – 2                                                                  | Uruguay                                                                | Qual. Mondiali 2010                                                    | -                                                                      | 71’                                                                    |
| 19-11-2008                                                             | Parigi                                                                 | Francia                                                                | 0 – 0                                                                  | Uruguay                                                                | Amichevole                                                             | -                                                                      | 82’                                                                    |
| 11-2-2009                                                              | Tripoli                                                                | Libia                                                                  | 2 – 3                                                                  | Uruguay                                                                | Amichevole                                                             | -                                                                      | 59’                                                                    |
| 28-3-2009                                                              | Montevideo                                                             | Uruguay                                                                | 2 – 0                                                                  | Paraguay                                                               | Qual. Mondiali 2010                                                    | -                                                                      | 71’                                                                    |
| 1-4-2009                                                               | Santiago del Cile                                                      | Cile                                                                   | 0 – 0                                                                  | Uruguay                                                                | Qual. Mondiali 2010                                                    | -                                                                      | 83’ 84’                                                                |
| 10-6-2009                                                              | Puerto Ordaz                                                           | Venezuela                                                              | 2 – 2                                                                  | Uruguay                                                                | Qual. Mondiali 2010                                                    | -                                                                      | 45’                                                                    |
| 5-9-2009                                                               | Lima                                                                   | Perù                                                                   | 1 – 0                                                                  | Uruguay                                                                | Qual. Mondiali 2010                                                    | -                                                                      | 89’                                                                    |
| 9-9-2009                                                               | Montevideo                                                             | Uruguay                                                                | 3 – 1                                                                  | Colombia                                                               | Qual. Mondiali 2010                                                    | -                                                                      | 81’                                                                    |
| 14-10-2009                                                             | Montevideo                                                             | Uruguay                                                                | 0 – 1                                                                  | Argentina                                                              | Qual. Mondiali 2010                                                    | -                                                                      | 71’                                                                    |
| 11-8-2010                                                              | Lisbona                                                                | Angola                                                                 | 0 – 2                                                                  | Uruguay                                                                | Amichevole                                                             | -                                                                      | 77’                                                                    |
| 8-10-2010                                                              | Giacarta                                                               | Indonesia                                                              | 1 – 7                                                                  | Uruguay                                                                | Amichevole                                                             | -                                                                      | 60’                                                                    |
| 12-10-2010                                                             | Wuhan                                                                  | Cina                                                                   | 0 – 4                                                                  | Uruguay                                                                | Amichevole                                                             | 1                                                                      | 46’                                                                    |
| 17-11-2010                                                             | Santiago del Cile                                                      | Cile                                                                   | 2 – 0                                                                  | Uruguay                                                                | Amichevole                                                             | -                                                                      | 46’                                                                    |
| 4-7-2011                                                               | San Juan                                                               | Uruguay                                                                | 1 – 1                                                                  | Perù                                                                   | Coppa America 2011 - 1º turno                                          | -                                                                      | 79’                                                                    |
| 12-7-2011                                                              | La Plata                                                               | Uruguay                                                                | 1 – 0                                                                  | Messico                                                                | Coppa America 2011 - 1º turno                                          | -                                                                      | 83’                                                                    |
| 2-9-2011                                                               | Charkiv                                                                | Ucraina                                                                | 2 – 3                                                                  | Uruguay                                                                | Amichevole                                                             | -                                                                      | 63’                                                                    |
| 7-10-2011                                                              | Montevideo                                                             | Uruguay                                                                | 4 – 2                                                                  | Bolivia                                                                | Qual. Mondiali 2014                                                    | -                                                                      | 70’                                                                    |
| 11-10-2011                                                             | Asunción                                                               | Paraguay                                                               | 1 – 1                                                                  | Uruguay                                                                | Qual. Mondiali 2014                                                    | -                                                                      | 83’                                                                    |
| 11-11-2011                                                             | Montevideo                                                             | Uruguay                                                                | 4 – 0                                                                  | Cile                                                                   | Qual. Mondiali 2014                                                    | -                                                                      | 76’ 85’                                                                |
| 15-11-2011                                                             | Roma                                                                   | Italia                                                                 | 0 – 1                                                                  | Uruguay                                                                | Amichevole                                                             | -                                                                      | 82’                                                                    |
| 10-6-2012                                                              | Montevideo                                                             | Uruguay                                                                | 4 – 2                                                                  | Perù                                                                   | Qual. Mondiali 2014                                                    | 1                                                                      | 60’                                                                    |
| 15-8-2012                                                              | Le Havre                                                               | Francia                                                                | 0 – 0                                                                  | Uruguay                                                                | Amichevole                                                             | -                                                                      |                                                                        |
| 7-9-2012                                                               | Barranquilla                                                           | Colombia                                                               | 4 – 0                                                                  | Uruguay                                                                | Qual. Mondiali 2014                                                    | -                                                                      |                                                                        |
| 11-9-2012                                                              | Montevideo                                                             | Uruguay                                                                | 1 – 1                                                                  | Ecuador                                                                | Qual. Mondiali 2014                                                    | -                                                                      | 59’                                                                    |
| 12-10-2012                                                             | Mendoza                                                                | Argentina                                                              | 3 – 0                                                                  | Uruguay                                                                | Qual. Mondiali 2014                                                    | -                                                                      | 68’                                                                    |
| 16-10-2012                                                             | La Paz                                                                 | Bolivia                                                                | 4 – 1                                                                  | Uruguay                                                                | Qual. Mondiali 2014                                                    | -                                                                      |                                                                        |
| 14-11-2012                                                             | Danzica                                                                | Polonia                                                                | 1 – 3                                                                  | Uruguay                                                                | Amichevole                                                             | -                                                                      | 73’                                                                    |
| 6-2-2013                                                               | Doha                                                                   | Spagna                                                                 | 3 – 1                                                                  | Uruguay                                                                | Amichevole                                                             | 1                                                                      | 68’                                                                    |
| 22-3-2013                                                              | Montevideo                                                             | Uruguay                                                                | 1 – 1                                                                  | Paraguay                                                               | Qual. Mondiali 2014                                                    | -                                                                      | 46’                                                                    |
| 26-3-2013                                                              | Santiago del Cile                                                      | Cile                                                                   | 2 – 0                                                                  | Uruguay                                                                | Qual. Mondiali 2014                                                    | -                                                                      | 81’                                                                    |
| 5-6-2013                                                               | Montevideo                                                             | Uruguay                                                                | 1 – 0                                                                  | Francia                                                                | Amichevole                                                             | -                                                                      | 71’                                                                    |
| 11-6-2013                                                              | Puerto Ordaz                                                           | Venezuela                                                              | 0 – 1                                                                  | Uruguay                                                                | Qual. Mondiali 2014                                                    | -                                                                      | 85’                                                                    |
| 16-6-2013                                                              | Recife                                                                 | Spagna                                                                 | 2 – 1                                                                  | Uruguay                                                                | Conf. Cup 2013 - 1º turno                                              | -                                                                      |                                                                        |
| 20-6-2013                                                              | Salvador                                                               | Nigeria                                                                | 1 – 2                                                                  | Uruguay                                                                | Conf. Cup 2013 - 1º turno                                              | -                                                                      | 87’                                                                    |
| 26-6-2013                                                              | Belo Horizonte                                                         | Brasile                                                                | 2 – 1                                                                  | Uruguay                                                                | Conf. Cup 2013 - Semifinale                                            | -                                                                      |                                                                        |
| 30-6-2013                                                              | Salvador                                                               | Uruguay                                                                | 2 – 2 dts (2 – 3 dtr)                                                  | Italia                                                                 | Conf. Cup 2013 - Finale 3º posto                                       | -                                                                      | 56’                                                                    |
| 14-8-2013                                                              | Rifu                                                                   | Giappone                                                               | 2 – 4                                                                  | Uruguay                                                                | Amichevole                                                             | -                                                                      | 67’                                                                    |
| 6-9-2013                                                               | Lima                                                                   | Perù                                                                   | 1 – 2                                                                  | Uruguay                                                                | Qual. Mondiali 2014                                                    | -                                                                      |                                                                        |
| 10-9-2013                                                              | Montevideo                                                             | Uruguay                                                                | 2 – 0                                                                  | Colombia                                                               | Qual. Mondiali 2014                                                    | -                                                                      | 71’                                                                    |
| 11-10-2013                                                             | Quito                                                                  | Ecuador                                                                | 1 – 0                                                                  | Uruguay                                                                | Qual. Mondiali 2014                                                    | -                                                                      | 78’                                                                    |
| 15-10-2013                                                             | Montevideo                                                             | Uruguay                                                                | 3 – 2                                                                  | Argentina                                                              | Qual. Mondiali 2014                                                    | 1                                                                      |                                                                        |
| 13-11-2013                                                             | Amman                                                                  | Giordania                                                              | 0 – 5                                                                  | Uruguay                                                                | Qual. Mondiali 2014                                                    | 1                                                                      |                                                                        |
| 20-11-2013                                                             | Montevideo                                                             | Uruguay                                                                | 0 – 0                                                                  | Giordania                                                              | Qual. Mondiali 2014                                                    | -                                                                      |                                                                        |
| 5-3-2014                                                               | Klagenfurt am Wörthersee                                               | Austria                                                                | 1 – 1                                                                  | Uruguay                                                                | Amichevole                                                             | -                                                                      | 24’ 63’                                                                |
| 31-5-2014                                                              | Montevideo                                                             | Uruguay                                                                | 1 – 0                                                                  | Irlanda del Nord                                                       | Amichevole                                                             | -                                                                      |                                                                        |
| 4-6-2014                                                               | Montevideo                                                             | Uruguay                                                                | 2 – 0                                                                  | Slovenia                                                               | Amichevole                                                             | -                                                                      | 75’                                                                    |
| 14-6-2014                                                              | Fortaleza                                                              | Uruguay                                                                | 1 – 3                                                                  | Costa Rica                                                             | Mondiali 2014 - 1º turno                                               | -                                                                      | 76’                                                                    |
| 19-6-2014                                                              | San Paolo                                                              | Uruguay                                                                | 2 – 1                                                                  | Inghilterra                                                            | Mondiali 2014 - 1º turno                                               | -                                                                      |                                                                        |
| 24-6-2014                                                              | Natal                                                                  | Italia                                                                 | 0 – 1                                                                  | Uruguay                                                                | Mondiali 2014 - 1º turno                                               | -                                                                      | 78’                                                                    |
| 28-6-2014                                                              | Rio de Janeiro                                                         | Colombia                                                               | 2 – 0                                                                  | Uruguay                                                                | Mondiali 2014 - Ottavi di finale                                       | -                                                                      |                                                                        |
| 5-9-2014                                                               | Sapporo                                                                | Giappone                                                               | 0 – 2                                                                  | Uruguay                                                                | Amichevole                                                             | -                                                                      | 73’                                                                    |
| 8-9-2014                                                               | Goyang                                                                 | Corea del Sud                                                          | 0 – 1                                                                  | Uruguay                                                                | Amichevole                                                             | -                                                                      | 66’                                                                    |
| 10-10-2014                                                             | Gedda                                                                  | Arabia Saudita                                                         | 1 – 1                                                                  | Uruguay                                                                | Amichevole                                                             | -                                                                      | 46’                                                                    |
| 13-10-2014                                                             | Mascate                                                                | Oman                                                                   | 0 – 3                                                                  | Uruguay                                                                | Amichevole                                                             | -                                                                      | 46’                                                                    |
| 13-11-2014                                                             | Montevideo                                                             | Uruguay                                                                | 3 – 3 (6 – 7 dtr)                                                      | Costa Rica                                                             | Amichevole                                                             | -                                                                      | 80’                                                                    |
| 19-11-2014                                                             | Santiago del Cile                                                      | Cile                                                                   | 1 – 2                                                                  | Uruguay                                                                | Amichevole                                                             | -                                                                      | 80’                                                                    |
| 6-6-2015                                                               | Montevideo                                                             | Uruguay                                                                | 5 – 1                                                                  | Guatemala                                                              | Amichevole                                                             | -                                                                      | 46’                                                                    |
| 13-6-2015                                                              | Antofagasta                                                            | Uruguay                                                                | 1 – 0                                                                  | Giamaica                                                               | Coppa America 2015 - 1ºturno                                           | 1                                                                      | 84’                                                                    |
| 16-6-2015                                                              | La Serena                                                              | Argentina                                                              | 1 – 0                                                                  | Uruguay                                                                | Coppa America 2015 - 1º turno                                          | -                                                                      | 64’                                                                    |
| 20-6-2015                                                              | La Serena                                                              | Uruguay                                                                | 1 – 1                                                                  | Paraguay                                                               | Coppa America 2015 - 1º turno                                          | -                                                                      | 67’                                                                    |
| 24-6-2015                                                              | Santiago del Cile                                                      | Cile                                                                   | 1 – 0                                                                  | Uruguay                                                                | Coppa America 2015 - Quarti di finale                                  | -                                                                      |                                                                        |
| 8-10-2015                                                              | La Paz                                                                 | Bolivia                                                                | 0 – 2                                                                  | Uruguay                                                                | Qual. Mondiali 2018                                                    | -                                                                      | 38’                                                                    |
| 25-3-2016                                                              | Recife                                                                 | Brasile                                                                | 2 – 2                                                                  | Uruguay                                                                | Qual. Mondiali 2018                                                    | -                                                                      | 46’                                                                    |
| 29-3-2016                                                              | Montevideo                                                             | Uruguay                                                                | 1 – 0                                                                  | Perù                                                                   | Qual. Mondiali 2018                                                    | -                                                                      | 46’                                                                    |
| 2-9-2016                                                               | Mendoza                                                                | Argentina                                                              | 1 – 0                                                                  | Uruguay                                                                | Qual. Mondiali 2018                                                    | -                                                                      | 60’                                                                    |
| 7-9-2016                                                               | Montevideo                                                             | Uruguay                                                                | 4 – 0                                                                  | Paraguay                                                               | Qual. Mondiali 2018                                                    | 1                                                                      |                                                                        |
| 7-10-2016                                                              | Montevideo                                                             | Uruguay                                                                | 3 – 0                                                                  | Venezuela                                                              | Qual. Mondiali 2018                                                    | -                                                                      | 80’                                                                    |
| 11-10-2016                                                             | Barranquilla                                                           | Colombia                                                               | 2 – 2                                                                  | Uruguay                                                                | Qual. Mondiali 2018                                                    | 1                                                                      | 86’                                                                    |
| 24-3-2017                                                              | Montevideo                                                             | Uruguay                                                                | 1 – 4                                                                  | Brasile                                                                | Qual. Mondiali 2018                                                    | -                                                                      |                                                                        |
| 29-3-2017                                                              | Lima                                                                   | Perù                                                                   | 2 – 1                                                                  | Uruguay                                                                | Qual. Mondiali 2018                                                    | -                                                                      | 73’                                                                    |
| 1-9-2017                                                               | Montevideo                                                             | Uruguay                                                                | 0 – 0                                                                  | Argentina                                                              | Qual. Mondiali 2018                                                    | -                                                                      | 77’                                                                    |
| 6-9-2017                                                               | Asunción                                                               | Paraguay                                                               | 1 – 2                                                                  | Uruguay                                                                | Qual. Mondiali 2018                                                    | -                                                                      | 63’                                                                    |
| 5-10-2017                                                              | San Cristóbal                                                          | Venezuela                                                              | 0 – 0                                                                  | Uruguay                                                                | Qual. Mondiali 2018                                                    | -                                                                      | 65’                                                                    |
| 11-10-2017                                                             | Montevideo                                                             | Uruguay                                                                | 4 – 2                                                                  | Bolivia                                                                | Qual. Mondiali 2018                                                    | -                                                                      | 60’                                                                    |
| 10-11-2017                                                             | Varsavia                                                               | Polonia                                                                | 0 – 0                                                                  | Uruguay                                                                | Amichevole                                                             | -                                                                      | 60’                                                                    |
| 23-3-2018                                                              | Nanning                                                                | Uruguay                                                                | 2 – 0                                                                  | Rep. Ceca                                                              | Amichevole                                                             | -                                                                      | 82’                                                                    |
| 26-3-2018                                                              | Nanning                                                                | Galles                                                                 | 0 – 1                                                                  | Uruguay                                                                | Amichevole                                                             | -                                                                      | 70’                                                                    |
| 8-6-2018                                                               | Montevideo                                                             | Uruguay                                                                | 3 – 0                                                                  | Uzbekistan                                                             | Amichevole                                                             | -                                                                      | 46’                                                                    |
| 15-6-2018                                                              | Ekaterinburg                                                           | Egitto                                                                 | 0 – 1                                                                  | Uruguay                                                                | Mondiali 2018 - 1º turno                                               | -                                                                      | 59’                                                                    |
| 20-6-2018                                                              | Rostov                                                                 | Uruguay                                                                | 1 – 0                                                                  | Arabia Saudita                                                         | Mondiali 2018 - 1º turno                                               | -                                                                      | 59’                                                                    |
| 25-6-2018                                                              | Samara                                                                 | Uruguay                                                                | 3 – 0                                                                  | Russia                                                                 | Mondiali 2018 - 1º turno                                               | -                                                                      | 73’                                                                    |
| 30-6-2018                                                              | Soči                                                                   | Uruguay                                                                | 2 – 1                                                                  | Portogallo                                                             | Mondiali 2018 - Ottavi di finale                                       | -                                                                      | 63’                                                                    |
| 6-7-2018                                                               | Nižnij Novgorod                                                        | Uruguay                                                                | 0 – 2                                                                  | Francia                                                                | Mondiali 2018 - Quarti di finale                                       | -                                                                      | 59’ 69’                                                                |
| Totale                                                                 |                                                                        | Presenze (8º posto)                                                    | 110                                                                    |                                                                        | Reti                                                                   | 11                                                                     |                                                                        |

## Palmarès

### Club

#### Competizioni nazionali
- Campionato uruguaiano: 2

Peñarol: 2003, 2017
- Coppa di Francia: 1

Paris Saint-Germain: 2005-2006
- Campionato portoghese: 3

Porto: 2008-2009, 2010-2011, 2011-2012
- Supercoppa di Portogallo: 3

Porto: 2009, 2010, 2011
- Coppa del Portogallo: 3

Porto: 2008-2009, 2009-2010, 2010-2011
- Coppa di Spagna: 1

Atletico Madrid: 2012-2013
- Campionato spagnolo: 1

Atlético Madrid: 2013-2014
- Supercoppa di Spagna: 1

Atlético Madrid: 2014
- Supercopa Uruguaya: 1

Peñarol: 2018

#### Competizioni internazionali
- UEFA Europa League: 1

Porto: 2010-2011
- Supercoppa UEFA: 1

Atlético Madrid: 2012

### Nazionale
- Coppa America: 1

Argentina 2011